# Angra dos Reis
Angra dos Reis är en stad och kommun i sydöstra Brasilien och ligger i delstaten Rio de Janeiro. Kommunen har cirka 180 000 invånare, varav cirka 40 procent bor i centralorten. Angra kärnkraftverk ligger inom kommunen.

## Administrativ indelning
Kommunen var år 2010 indelad i fyra distrikt:
- Abraão
- Angra dos Reis
- Cunhambebe
- Mambucaba

Distriktet Abraão omfattar ön Ilha Grande.

## Geografi
Området är kuperat, med bebyggelsen koncentrerad till kusten. Ön Ilha Grande (cirka 193 km²) tillhör kommunen, som även administrerar många andra mindre öar, bland annat Ilha da Gipóia. Utöver Angra dos Reis centralort ligger flera separata orter längs kommunens kust, varav de största är Belém, Cunhambebe, Jacuecanga och Mambucaba.